# 岐阜縣知事列表
岐阜縣知事表列為日本岐阜縣成立後之歷代知事表列。

## 官選知事
| 屆 | 姓氏         | 就任年月日       | 退任年月日       | 在任期間  |
| 1  | 長谷川恕連   | 明治4年11月22日  | 明治6年11月17日  | 2年       |
| 2  | 村田氏壽     | 明治6年11月29日  | 明治6年12月28日  | 1個月     |
| 3  | 小崎利準     | 明治6年12月28日  | 明治26年3月22日  | 19年3個月 |
| 4  | 曾我部道夫   | 明治26年3月22日  | 明治28年3月27日  | 2年       |
| 5  | 樺山資雄     | 明治28年3月27日  | 明治30年4月7日   | 2年       |
| 6  | 湯本義憲     | 明治30年4月7日   | 明治31年4月15日  | 1年       |
| 7  | 安樂兼道     | 明治31年4月15日  | 明治32年4月8日   | 1年       |
| 8  | 野村政明     | 明治32年4月8日   | 明治33年3月19日  | 1年       |
| 9  | 田中貴道     | 明治33年3月19日  | 明治33年10月25日 | 7個月     |
| 10 | 川路利慕     | 明治33年10月25日 | 明治39年7月28日  | 5年9個月  |
| 11 | 小倉久       | 明治39年7月28日  | 明治39年11月4日  | 3個月     |
| 12 | 薄定吉       | 明治39年11月8日  | 大正2年6月1日    | 6年7個月  |
| 13 | 島田剛太郎   | 大正2年6月1日    | 大正6年1月17日   | 3年8個月  |
| 14 | 石橋和       | 大正6年1月17日   | 大正6年12月17日  | 11個月    |
| 15 | 鹿子木小五郎 | 大正6年12月17日  | 大正10年5月27日  | 3年5個月  |
| 16 | 上田萬平     | 大正10年5月27日  | 大正13年6月24日  | 3年1個月  |
| 17 | 白根竹介     | 大正13年6月24日  | 大正15年9月28日  | 2年3個月  |
| 18 | 鈴木信太郎   | 大正15年9月28日  | 昭和2年5月17日   | 8個月     |
| 19 | 大野綠一郎   | 昭和2年5月17日   | 昭和3年2月28日   | 9個月     |
| 20 | 金澤正雄     | 昭和3年2月28日   | 昭和4年7月5日    | 1年4個月  |
| 21 | 鵜澤憲       | 昭和4年7月5日    | 昭和6年5月8日    | 1年10個月 |
| 22 | 吉田勝太郎   | 昭和6年5月8日    | 昭和6年12月18日  | 7個月     |
| 23 | 伊藤武彦     | 昭和6年12月28日  | 昭和7年6月28日   | 6個月     |
| 24 | 宮脇梅吉     | 昭和7年6月28日   | 昭和10年1月15日  | 2年7個月  |
| 25 | 坂間棟治     | 昭和10年1月15日  | 昭和10年5月31日  | 5個月     |
| 26 | 坂千秋       | 昭和10年5月31日  | 昭和12年2月20日  | 1年9個月  |
| 27 | 宮野省三     | 昭和12年2月20日  | 昭和16年1月7日   | 3年11個月 |
| 28 | 数藤鐵臣     | 昭和16年1月7日   | 昭和17年5月23日  | 1年5個月  |
| 29 | 中野善敦     | 昭和17年5月23日  | 昭和18年7月1日   | 1年1個月  |
| 30 | 三好重夫     | 昭和18年7月1日   | 昭和19年7月28日  | 1年1個月  |
| 31 | 橋本政實     | 昭和19年7月28日  | 昭和20年4月21日  | 9個月     |
| 32 | 沖野悟       | 昭和20年4月21日  | 昭和20年10月27日 | 6個月     |
| 33 | 野村儀平     | 昭和20年10月27日 | 昭和21年2月16日  | 4個月     |
| 34 | 桃井直美     | 昭和21年2月16日  | 昭和22年3月11日  | 1年1個月  |
| 35 | 増本甲吉     | 昭和22年3月11日  | 昭和22年4月12日  | 1個月     |

## 公選知事
| 屆     | 姓氏     | 就任年月日       | 退任年月日       |
| 36～38 | 武藤嘉門 | 昭和22年4月12日  | 昭和33年10月27日 |
| 39～40 | 松野幸泰 | 昭和33年10月17日 | 昭和41年10月16日 |
| 41～43 | 平野三郎 | 昭和41年10月17日 | 昭和51年12月14日 |
| 44～46 | 上松陽助 | 昭和52年2月8日   | 平成元年2月5日   |
| 47～50 | 梶原拓   | 平成元年2月6日   | 平成17年2月5日   |
| 51～55 | 古田肇   | 平成17年2月6日   | 令和7年2月6日    |
| 56     | 江崎禎英 | 令和7年2月6日    | 現職-1期         |